# Первушин Володимир Геннадійович
Володимир Геннадійович Первушин (рос. Владимир Геннадьевич Первушин; 25 березня 1986, м. Омськ, СРСР) — російський хокеїст, нападник. Виступає за «Авангард» (Омськ) у Континентальній хокейній лізі.
Вихованець хокейної школи «Авангард» (Омськ). «Авангард-2» (Омськ), Виступав за «Авангард» (Омськ), «Зауралля» (Курган), «Адмірал» (Владивосток).
У чемпіонатах КХЛ — 260 матчів (21+21), у плей-оф — 49 матчів (1+1).
Досягнення
- Бронзовий призер чемпіонату Росії (2007).